# Cornoculus densus
Cornoculus densus är en insektsart som beskrevs av Miller 1967. Cornoculus densus ingår i släktet Cornoculus och familjen filtsköldlöss. Inga underarter finns listade i Catalogue of Life.